# Sympycnus sobrinus
Sympycnus sobrinus är en tvåvingeart som först beskrevs av Wheeler 1899.  Sympycnus sobrinus ingår i släktet Sympycnus och familjen styltflugor.
Artens utbredningsområde är Kalifornien. Inga underarter finns listade i Catalogue of Life.